# Performing Arts Center am World Trade Center
Das Performing Arts Center am World Trade Center, offiziell Ronald O. Perelman Performing Arts Center at the World Trade Center (PACWTC), im Allgemeinen aber kurz Performing Arts Center (PAC) genannt, ist ein 2023 eröffnetes Zentrum für Darstellende Kunst im neuen World Trade Center in New York City. Das Kulturzentrum beherbergt drei Spielstätten für Theater, Oper, Musik und Tanz. Es ist nach dem Unternehmer Ronald Perelman benannt, der 75 Millionen Dollar für den Bau gespendet hat. Das Gebäude befindet sich in Lower Manhattan an der Ecke Fulton Street/Greenwich Street direkt neben dem One World Trade Center.

## Beschreibung
Erste Pläne für das Performing Arts Center wurden erstmals 2004 von der Lower Manhattan Development Corporation (LMDC) im Rahmen des Wiederaufbaus des World Trade Center Site nach den Anschlägen vom 11. September angekündigt, gerieten aber wegen des Neubaus der World Trade Center (PATH-Station) ins Stocken. Die alten Pläne wurden im September 2014 verworfen und der Architekt Joshua Prince-Ramus mit seinem Architektur- und Designbüro REX mit Sitz in New York City für den Bau des PAC ausgewählt. Nach der Verlegung des Eingangs zur U-Bahn-Station 2016 konnte der Baugrund vorbereitet werden. Die Bauarbeiten begannen im August 2017. 2018 waren Fundament und Tiefgarage fertiggestellt und es wurde mit dem Hochbau begonnen. Anfang 2021 erreichte das Bauwerk mit der Komplettierung der Stahlkonstruktion seine endgültige Höhe von 42 Meter. Im Dezember 2021 wurde die Verkleidung der Außenfassade mit Glas- und Marmorplatten vollendet und das Gebäude in seiner äußerlichen Gestalt fertiggestellt.
Die Eröffnung des Performing Arts Centers mit 8400 m² Nutzfläche auf drei Stockwerken erfolgte am 13. September 2023. Auf Straßenniveau befindet sich die erste Etage mit Terrasse, Restaurant, Bar und einer öffentlich zugänglichen Bühne. Die zweite Etage ist für Probe- und Garderobenräume für die Schauspieler vorgesehen. Die dritte Etage beherbergt die drei Theaterspielstätten. Alle drei Theater sind so konzipiert, dass die Wände gedreht und erweitert werden können, um bei Bedarf zusätzlichen Platz für ein einzelnes Theater mit bis zu 950 Plätzen zu schaffen. Es sind so auch verschiedene Variationen von Bühnengröße und Anordnungen der Zuschauerbereiche zwischen 80 und 629 Sitzplätzen möglich. Die Theater fassen zusammen etwa 1200 Zuschauer.